# Urgo
Urgo je 16. epizoda 3. řady sci-fi seriálu Hvězdná brána.

## Děj
SG-1 se vydává na průzkum planety P4X-884, na které jsou životní podmínky velmi podobné těm na Zemi. Ovšem poté, co tým projde bránou, vyjde přesně odtam, odkud odešli. Všichni jsou v šoku a generál Hammond jim vysvětlí, že byli pryč přes patnáct hodin.
Na poradě se poté snaží zjistit proč si nikdo nic nepamatuje a po přehrání záznamu ze sondy zjistí, že ve skutečnosti byli původním záznamem oklamáni, a ve skutečnosti prošli bránou do nějaké místnosti, ve které byla vyspělejší technologie než ta pozemská. Všichni se ale zdají být v pořádku, až na extrémní citlivosti na chuť – vše jim hrozně chutná.
Po důkladné lékařské prohlídce doktorka Janet Frasierová zjistí, že všichni členové SG-1 mají v mozku malý implantát. Generál Hammond jim proto z bezpečnostních důvodů doporučí karanténu, protože neví, co jiného kromě chuti k jídlu by implantát mohl způsobovat.
Když jsou v místnosti sami, tak všichni uslyší stejný hlas, a po chvíli se jim zjeví Urgo, malý obtloustlý chlap. Plukovník Jack O'Neill zavolá vojáka, hlídkujícího před místností a zeptá se ho, jestli vidí někoho cizího. Ten odpoví ne, a majoru Samantě Carterové je jasné, že je jen v jejich hlavách, jen nějaká halucinace.
Ovšem může je ponoukat k různým věcem, ale ne je zcela řídit. Když se ho ale zeptají, jak se ho zbavit, začne je přesvědčovat, že je pro ně dobrý, a nechce se nechat odstranit.
Carterovou na poradě napadne, jak Urga "vypnout". Poté, co vypne v místnosti elektromagnetické pole, Urgo zmizí. Po lékařské prohlídce jim doktorka Frasierová oznámí, že z jejich mozků zmizelo pouze elektromagnetické pole, které obklopovalo stále přítomný implantát. Zdá se ale, že Urgo už není přítomný. Generál Hammond je ale raději nechá ještě mimo službu.
Při monitorování plukovníka O'Neilla, majora Samanthy Carterové, doktora Daniela Jacksona a Teal'ca si doktorka Frasierová všimne, že si najednou všichni čtyři začali zpívat tu samou písničku (Skákal pes). Když se jich na to později zeptá, všichni to popřou, a když jim ukáže nahrávku, tak se k plukovníkově zklamání znovu objeví Urgo.
Generál Hammond se rozhodne, že na P4X-884 pošlou sondu a zkusí se domluvit s Urgovými stvořiteli, aby si ho vzali zpátky. Po chvíli se ozve hluboký hlas, který se představí jako Togar. Daniel mu popíše situaci s Urgem. Togar jim poté slíbí, že Urgo je chyba, a že ho odstraní. Všichni se po ukončení červí díry shodnou, že než aby žili zbytek života s Urgem, tak budou riskovat a půjdou za Togarem, aby je Urga zbavil navždy.
V Togarově laboratoři jim Togar vysvětlí jak se Urga zbavit, ale Carterové se zdá, že Urgo je přece jen příliš "živý" na to, aby ho Togar jen tak zničil. Nakonec tedy Togar souhlasí, že si Urga vezme do sebe, a po chvíli přesvědčování souhlasí i Urgo. Poté, co se rozloučí s Togarem i Urgem, je Togar vrátí zpět na Zem. A opět si ani jeden z členů SG-1 nepamatuje jejich poslední projití bránou, a generálem Hammondem jsou informováni, že byli pryč přes deset hodin. A po Urgovi nejsou žádné stopy.